# Renate Götschl
Renate Götschl (Judenburg,  6 de agosto de 1975) es una deportista austríaca que compitió en esquí alpino; tres veces campeona mundial.

## Trayectoria
Götschl debutó en la Copa del Mundo el 14 de marzo de 1993 , con una victoria en el eslalon en Lillehammer , Noruega. A esto le siguieron más de 100 podios (entre los 3 primeros), incluyendo al menos una victoria en cuatro de las cinco disciplinas; solo se le ha escapado una victoria en eslalon gigante , siendo su mejor resultado en esta disciplina un segundo puesto en Lienz en diciembre de 2003.
Participó en cuatro Juegos Olímpicos de Invierno, entre los años 1994 y 2006, obteniendo dos medallas en Salt Lake City 2002, plata en la combinada y bronce en el descenso.
Ganó nueve medallas en el Campeonato Mundial de Esquí Alpino entre los años 1997 y 2007.
En la Copa del Mundo consiguió 46 victorias y 110 podios en total. Ganó la clasificación general de la Copa del Mundo en el año 2000.
Fue la abanderada de Austria en la ceremonia de apertura de los Juegos Olímpicos de Turín 2006.
Fue galardonada con la Condecoración de Honor de Plata de la Orden al Mérito de la República de Austria (1997) y la Condecoración de Honor de Oro de la Orden al Mérito de la República de Austria (2007). Fue nombrada «Deportista femenina del año» en su país en 1997 y 2005.
En 2021 fue elegida presidenta de la Federación de Esquí de Estiria.

## Palmarés internacional
| Juegos Olímpicos   | Juegos Olímpicos                   | Juegos Olímpicos  | Juegos Olímpicos |
| Año                | Lugar                              | Medalla           | Prueba           |
| ------------------ | ---------------------------------- | ----------------- | ---------------- |
| 2002               | Salt Lake City (Estados Unidos)    | Medalla de plata  | Combinada        |
| 2002               | Salt Lake City (Estados Unidos)    | Medalla de bronce | Descenso         |
| Campeonato Mundial |                                    |                   |                  |
| Año                | Lugar                              | Medalla           | Prueba           |
| 1997               | Sestriere (Italia)                 | Medalla de oro    | Combinada        |
| 1999               | Vail/Beaver Creek (Estados Unidos) | Medalla de oro    | Descenso         |
| 1999               | Vail/Beaver Creek (Estados Unidos) | Medalla de plata  | Supergigante     |
| 1999               | Vail/Beaver Creek (Estados Unidos) | Medalla de plata  | Combinada        |
| 2001               | St. Anton (Austria)                | Medalla de plata  | Descenso         |
| 2005               | Bormio (Italia)                    | Medalla de plata  | Equipo mixto     |
| 2005               | Bormio (Italia)                    | Medalla de bronce | Descenso         |
| 2007               | Åre (Suecia)                       | Medalla de oro    | Equipo mixto     |
| 2007               | Åre (Suecia)                       | Medalla de bronce | Supergigante     |